# Drosophila kilimanjarica
Drosophila kilimanjarica este o specie de muște din genul Drosophila, familia Drosophilidae, descrisă de Lachaise și Chassagnard în anul 2001.
Este endemică în Tanzania. Conform Catalogue of Life specia Drosophila kilimanjarica nu are subspecii cunoscute.